# Umangit
Umangit ist ein selten vorkommendes Mineral aus der Mineralklasse der „Sulfide und Sulfosalze“ (einschließlich Selenide, Telluride, Arsenide, Antimonide und Bismutide). Es kristallisiert im tetragonalen Kristallsystem mit der idealisierten chemischen Zusammensetzung Cu3Se2 und ist damit chemisch gesehen ein Kupfer-Selenid. Bei natürlichen Umangiten kann jedoch ein Teil des Kupfers durch Silber (Ag) ersetzt sein, wobei in verschiedenen Analysen Silbergehalte bis etwa 0,5 % gemessen wurden.
Umangit ist undurchsichtig und findet sich ausschließlich in Form körniger bis massiger Mineral-Aggregate. Gelegentlich kann auch eine auffällige, lamellare Zwillingsbildung beobachtet werden. Frische Proben sind von dunkel kirschroter, ins Violette spielender Farbe und weisen einen metallischen Glanz auf. Durch Verwitterung läuft das Mineral allerdings rasch dunkelviolett bis blauschwarz an und wird matt.
Mit einer Mohshärte von 3 gehört Umangit zu den mittelharten Mineralen, die sich ähnlich wie das Referenzmineral Calcit mit einer Kupfermünze ritzen lassen.

## Etymologie und Geschichte
Das Mineral wurde erstmals in der Sierra de Umango in der argentinischen Provinz La Rioja entdeckt und 1891 durch Friedrich Klockmann beschrieben, der es nach seiner Typlokalität benannte.

## Klassifikation
In der veralteten 8. Auflage der Mineralsystematik nach Strunz gehörte der Umangit zur Mineralklasse der „Sulfide und Sulfosalze“ und dort zur Abteilung „Sulfide etc. mit M : S > 1 : 1“, wo er gemeinsam mit Rickardit im Anhang zur „Digenit-Bornit-Gruppe“ mit der Systemnummer II/A.02 und den Hauptmitgliedern Anilith, Bornit und Digenit steht.
In der zuletzt 2018 überarbeiteten Lapis-Systematik nach Stefan Weiß, die formal auf der alten Systematik von Karl Hugo Strunz in der 8. Auflage basiert, erhielt das Mineral die System- und Mineralnummer II/B.03-050. Dies entspricht der Klasse der „Sulfide und Sulfosalze“ und dort der Abteilung „Sulfide, Selenide und Telluride mit dem Stoffmengenverhältnis Metall : S,Se,Te > 1 : 1“, wo Umangit zusammen mit Athabascait, Bellidoit, Berzelianit, Crookesit und Sabatierit eine unbenannte Gruppe mit der Systemnummer II/B.03 bildet.
Die von der International Mineralogical Association (IMA) zuletzt 2009 aktualisierte 9. Auflage der Strunz’schen Mineralsystematik ordnet den Umangit in die Klasse der „Sulfide und Sulfosalze (Sulfide, Selenide, Telluride, Arsenide, Antimonide, Bismutide, Sulfarsenide, Sulfantimonide, Sulfbismutide)“ und dort in die Abteilung „Metallsulfide, M : S > 1 : 1 (hauptsächlich 2 : 1)“ ein. Hier ist das Mineral in der Unterabteilung „mit Kupfer (Cu), Silber (Ag), Gold (Au)“ zu finden, wo es als einziges Mitglied eine unbenannte Gruppe mit der Systemnummer 2.BA.15c bildet.
In der vorwiegend im englischen Sprachraum gebräuchlichen Systematik der Minerale nach Dana hat Umangit die System- und Mineralnummer 02.05.01.01. Das entspricht der Klasse der „Sulfide und Sulfosalze“ und dort der Abteilung „Sulfidminerale“. Hier findet er sich innerhalb der Unterabteilung „Sulfide – einschließlich Seleniden und Telluriden – mit der Zusammensetzung AmBnXp, mit (m+n):p=3:2“ als einziges Mitglied in einer unbenannten Gruppe mit der Systemnummer 02.05.01.

## Bildung und Fundorte

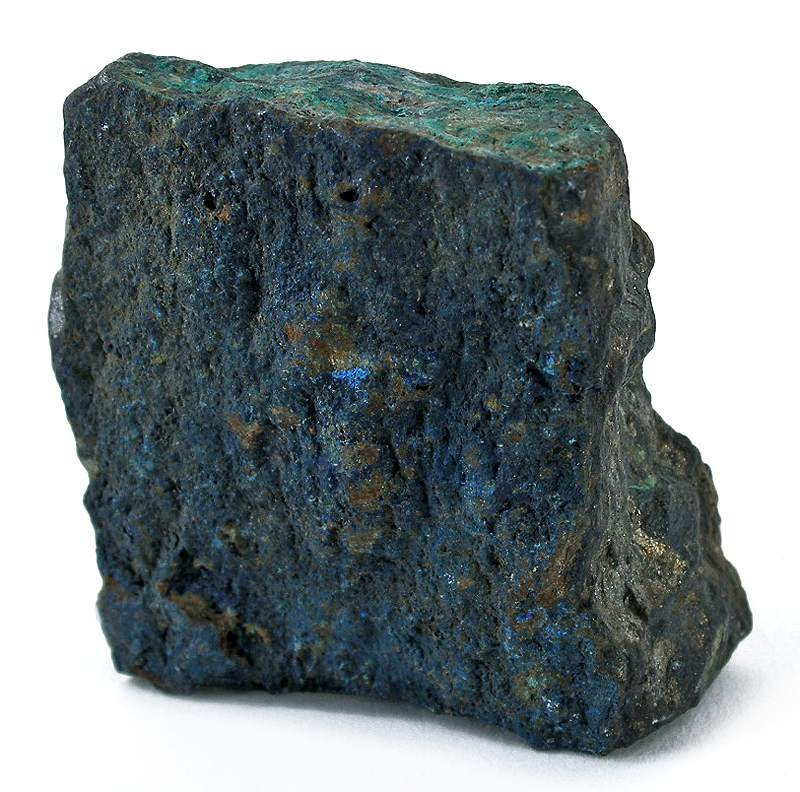
Umangit aus der Sierra de Cacheuta, Provinz Mendoza, Argentinien (Größe: 4,2 cm × 3,8 cm × 1,3 cm)

Umangit bildet sich hydrothermal bei unter 112 °C in Erzgängen, wo er meist in Paragenese mit anderen Seleniden wie unter anderem Berzelianit, Clausthalit, Eukairit, Guanajuatit, Klockmannit, Naumannit und Tiemannit, aber auch mit anderen Sulfidmineralen wie Chalkopyrit, Cobaltit, Hessit und Pyrit, den Carbonaten Calcit und Malachit sowie dem Selenit Chalkomenit auftritt.
Als seltene Mineralbildung konnte Umangit nur an wenigen Fundorten nachgewiesen werden, wobei bisher (Stand 2014) rund 70 Fundorte als bekannt gelten. Neben seiner Typlokalität Sierra de Umango trat das Mineral in Argentinien noch an verschiedenen Orten in der Sierra de Cacho, bei Puerto Alegre im Departamento Famatina und im District Sañogasta in der Provinz La Rioja sowie in der zur Provinz Mendoza gehörenden Sierra de Cacheuta  auf.
In Deutschland fand man Umangit unter anderem in der Grube Clara bei Oberwolfach und der ehemaligen Uranlagerstätte der Grube Krunkelbach bei Menzenschwand in Baden-Württemberg; in der „Grube Christa“ bei Großschloppen im Fichtelgebirge und im Fluoritbergbaugebiet bei Wölsendorf in Bayern; den Gruben „Brummerjan“ bei Zorge, „Weintraube“ bei Lerbach (Osterode am Harz), „Roter Bär“ und „Wennsglückt“ bei Sankt Andreasberg sowie im Steinbruch Trogtal bei Lautenthal in Niedersachsen; in einem Grauwacke-Steinbruch bei Rieder (Ballenstedt) und bei Tilkerode-Abberode in Sachsen-Anhalt, im Bezirk Schlema-Hartenstein im sächsischen Erzgebirge und im Tagebau Lichtenberg bei Ronneburg in Thüringen.
Der bisher einzige bekannte Fundort in Österreich ist ein Selenidvorkommen am Eselberg bei Altenberg an der Rax in der Steiermark.
Weitere Fundorte liegen unter anderem in Australien, Bolivien, China, der Demokratischen Republik Kongo (Zaire), Frankreich, Grönland, Kanada, Mexiko, Namibia, Polen, Russland, Schweden, Tschechien, im Vereinigten Königreich (England) und den Vereinigten Staaten von Amerika (Colorado, Washington).

## Kristallstruktur
Umangit kristallisiert tetragonal in der Raumgruppe P421m (Raumgruppen-Nr. 113) mit den Gitterparametern a = 6,40 Å und c = 4,28 Å sowie zwei Formeleinheiten pro Elementarzelle.